# Leptothorax umbratipes
Leptothorax umbratipes är en myrart som först beskrevs av Wheeler 1937.  Leptothorax umbratipes ingår i släktet smalmyror, och familjen myror. Inga underarter finns listade i Catalogue of Life.